# David Haas (Komponist)

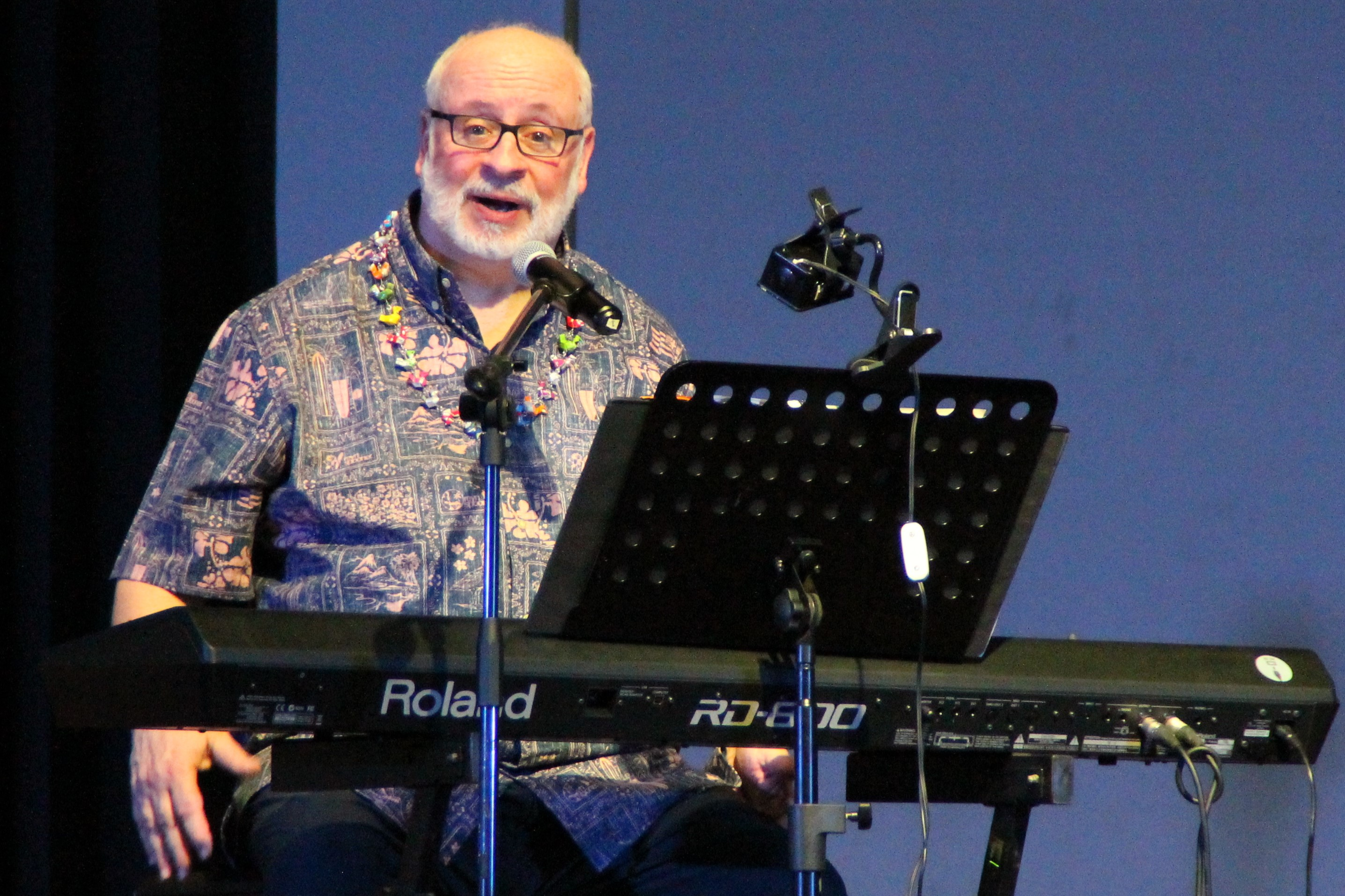
David Haas (2016)

David Robert Haas (* 1957 in Bridgeport, Michigan) ist ein US-amerikanischer Schriftsteller und Komponist zeitgenössischer katholischer Musik für die Liturgie. Zu seinen bekanntesten Liedern gehören „Glory to God“, „Blest Are They“, „You Are Mine“, „We Are Called“, „We Have Been Told“, „Now We Remain“, „The Name of God“ und „Song of the Body of Christ“.

## Leben und Wirken
Haas studierte Gesang und Dirigieren an der Central Michigan University und absolvierte ein Studium in Theologie und Musik an der University of St. Thomas in St. Paul (Minnesota).
Neben seiner Tätigkeit im liturgischen Dienst in Michigan, Iowa und Minnesota war er auch als Composer-in-Residence an der St. Paul Seminary School of Divinity in St. Paul, Minnesota tätig. Darüber hinaus war er Campusminister und Artist-in-Residence in Benilde-St. Margaret’s in St. Louis Park, Minnesota, wo er in den Abteilungen Musik und Theologie unterrichtete. 1999 startete Haas das Programm MUSIC MINISTRY ALIVE!, ein fünftägiges Programm für Jugendliche und erwachsene Leiter, das auf dem Campus der St. Catherine University in St. Paul, Minnesota, stattfindet.
Haas hat mehr als fünfundvierzig originelle Sammlungen und Aufnahmen liturgischer Musik produziert. Seine gedruckten und aufgenommenen Musiksammlungen werden bei GIA Publications in Chicago veröffentlicht, mit Ausnahme einiger Stücke, die von OCP Publications veröffentlicht werden. Ebenso ist er Autor von über 20 Büchern zu den Themen Liturgie, Kirchenmusik, Spiritualität, Religionspädagogik und Jugendarbeit, die bei Franziskaner-Medien, Liturgie-Schulungspublikationen, Crossroad Publishing Company, GIA Publications und St. Mary’s Press veröffentlicht wurden. Seine Musik wird global rezipiert. Sie erscheint in Gesangbüchern verschiedener christlicher Konfessionen, einschließlich Methodisten, und wurde ins Spanische und Französische übersetzt. Haas war eine führende Stimme bei liturgischen und musikalischen Aspekten der Umsetzung des Ritus der christlichen Initiation der Erwachsenen (RCIA), aktiv als Team-Mitglied des Nordamerikanischen Katechumenatsforums und als Komponist der liturgischen Musik für die RCIA-Riten.
Haas kooperierte früh mit Michael Joncas und Marty Haugen. Gemeinsam übten sie einen wichtigen Einfluss auf die liturgische Musik im englischsprachigen Raum aus, konzertierten und veranstalteten Workshops.
Haas lebt in Eagan, Minnesota, wo er das Emmaus Center für Musik, Gebet und Verkündigungsdienst leitet. Haas war Mitglied des Campus-Ministeriums an der Cretin-Derham Hall High School in St. Paul (Minnesota) und Leiter des liturgischen Chors, der während des Schuljahres bei Gebetstreffen auftritt. Haas war auch als Kantor in der Pfarrei St. Cecilia in St. Paul tätig.
Im Juni 2020 berichtete die Catholic News Agency, dass mehrere Frauen Haas sexueller Übergriffe und „geistlicher Manipulation“ beschuldigten. Das führte dazu, dass sein Musikverlag GIA Publications die Zusammenarbeit mit Haas bis zur Klärung der Vorwürfe einstellte.